# Černihiv
Černihiv ili Černigov (ukrajinski: Чернігів, ruski: Чернигов) grad je u sjevernoj Ukrajini. Središte je Černihivske oblasti. Černihiv spada među najstarije autohtone ukrajinske gradove, inače treće po važnosti trgovačko i političko središte srednjovjekovne države Kijevske Rusi. U 17. stoljeću grad Černihiv u sklopu Ukrajinskog Hetmanata postaje jedno od većih kulturno-prosvjetnih središta Europe.
Černihiv danas predstavlja zanimljivu turističku lokaciju u kojoj se pronalaze kazališta, muzeji i srednjovjekovni spomenici kulture. Posebno su zanimljive srednjovjekovne slavenske crkve i manastiri. Grad se nešto jače počeo industrijski razvijati nakon Drugog svjetskog rata, u njemu se pronalaze industrijski kompleksi za obradu kemijskih sredstava, drva, zatim izradu građevinskog materijala, hrane, i obradu električne energije.

## Povijest
Na prostorima grada Černihiva pronalaze se arheološki tragovi raznih euroazijskih kultura prisutnih prije dolaska starih Slavena. Bilježe se tragovi naroda Hazara i Kagana. Kulturno i političko središte postaje tek za vrijeme ukrajinskog plemena Siverjana koji u 10. stoljeću među prvima prihvaćaju nadležnost Kijeva i ulaze u sastav Kijevske Rusi.
U očuvanim povijesnim zapisima, Černihiv se prvi put spominje u Rus'-bizantskom ugovoru iz 907. godine (kao Черниговъ), ali prema arheološkim iskopinama grad je postojao i u 9. stoljeću. Na prostoru Černihiva nalazi se i Crna Mongila, jedno od najvećih i najstarijih kraljevskih pogrebnih svetišta u istočnoj Europi, inače pronađeno i otkopano još u 19. stoljeću. Arheološke iskopine upućuju da je Černihiv predstavljao jednoj od najvažnijih srednjovjekovnih središta u istočnoj Europi.
Grad Černihiv od 11. do 13. stoljeća je predstavljao središte Černihivske Kneževine i središte prostora poznatog kao Siverjanščina koje se prostiralo od grada Černihiva pa sve do grada Moskve u današnjoj Rusiji. U 11. stoljeću osnovana je i Černihivska biskupija koja je obuhvatila velike prostore današnje zapadne Rusije. Nakon napada Mongola sredinom 13. stoljeća, Černihiv gubi na svojoj političkoj važnosti i uskoro dolazi pod vlast Velike kneževine Litve.
U 17. stoljeću nakon ustanka Zaporoških kozaka, grad se kao i cijela regija kulturno i politički revitalizira. Otvaraju se mnoge prosvjetne institucije i u njemu borave mnogi ukrajinski plemići koji usko surađuju s dvorom Moskve u sklopu Ruskog Carstva. Posebno se tada ističe černihivski nadbiskup Lazar Baranovič, arhimadrit Ioanikij Galjatovskij, arhiđakon Antonij Radivilovskij i drugi.
Ukrajinski intelektualci novonastale Černihivske gubernije u sljedćem razdoblju nesebično pridonose razvoju Ruskog Carstva, i Černihiv u 18. stoljeću postaje jedno od najjačih kulturnih i prosvjetnih središta.

## Zemljopis
Černihiv se nalazi u sjeveroj Ukrajini na rijeci Desnoj u blizini granice s Bjelorusijom i Rusijom, udaljen je od Kijeva 132 km zračne linije, 209 km željeznicom i 140 km cestom.

## Stanovništvo
Po službenom popisu stanovništva iz 2001. godine, grad je imao 305.000 stanovnika, prema procjeni stanovništva iz 2005. godine grad je imao oko 300.500 stanovnika.

## Gradovi prijatelji
- Gomelj, Bjelorusija
- Memmingen, Njemačka
- Tarnobrzeg, Poljska [5]

## Poznate osobe
- Anatolij Ribakov, ruski pisac

## Galerija
- Crkva iz 1201. godine
- Katedrala iz 1030. godine
- Eletski manastir

## Vanjske poveznice
- Službena stranica grada

### Ostali projekti
|  | Zajednički poslužitelj ima još gradiva o temi Černihiv |